# Уваєв Євген Миколайович
Уваєв Євген Миколайович — український режисер-документаліст.
Народився 26 грудня 1904 р. в с. Виноградовка Черкаської обл. в родині коваля. Закінчив Київський кіноінститут (1935), працював асистентом режисера на Одеській кіностудії (фільми: «Застава коло Чортового брода», «Боксери», «Небеса» та ін.).
Учасник Великої Вітчизняної війни. З 1946 р. — режисер Київської кіностудії науково-популярних фільмів.
Створив стрічки: «Кам'яне вугілля» (1946), «Боритесь з гризунами» (1948), «За сталий врожай» (1949), «Донбас» (1950), «Збагачення вугілля» (1953), «Попереднє вивчення правил безпеки у вугільних шахтах» (1954), «Шахтне підйомне устаткування та їх автоматизація» (1956), «Прничорятівники» (1957, співавт. сцен.), «Боротьба з вугільним пилом у шахтах» (1958), «Легкі пористі заповнювачі», «Щоб всі знали» (1959), «Не для меча — для орала» (1960), «Виробництво рослинних олій методом безперервної екстракції. Розповідь колоска» (1961), «Техніка безпеки електромонтажних робіт», «Людина повинна жити довго» (1962), «Гірська орлиця» (1963), «Безпека праці в хімічній лабораторії», «Жовтень у Києві» (1964), «В Інституті їм. В. П. Філатова» (1965, співавт. сцен.), «Нові методи руйнування гірських порід», "Племінний завод «Велика Бурамка» (1968) та ін.
Був членом Спілки кінематографістів України.
Помер 18 квітня 1972 року.